# Mesochorus dilleri
Mesochorus dilleri là một loài tò vò trong họ Ichneumonidae.